# Gran Premio Industria e Commercio di Prato 1951
Il Gran Premio Industria e Commercio di Prato 1951, sesta edizione della corsa, si svolse il 1º maggio 1951 su un percorso di 225 km, con partenza e arrivo a Prato. La vittoria fu appannaggio dell'italiano Arrigo Padovan, che completò il percorso in 6h11'16", alla media di 35,974 km/h, precedendo i connazionali Giulio Bresci e Waldemaro Bartolozzi.

## Ordine d'arrivo (Top 10)
| Pos. | Corridore            | Squadra          | Tempo    |
| ---- | -------------------- | ---------------- | -------- |
| 1    | Arrigo Padovan       | Atala-Pirelli    | 6h11'16" |
| 2    | Giulio Bresci        | Bottecchia-Ursus | a 0'14"  |
| 3    | Waldemaro Bartolozzi | Atala-Pirelli    | a 0'35"  |
| 4    | Loretto Petrucci     | Bianchi          | a 1'34"  |
| 5    | Annibale Brasola     | Wilier Triestina | s.t.     |
| 6    | Luciano Maggini      | Atala-Pirelli    | s.t.     |
| 7    | Giorgio Albani       | Legnano-Pirelli  | s.t.     |
| 8    | Luciano Frosini      | Arbos            | s.t.     |
| 9    | Giacomo Zampieri     | Ganna-Ursus      | s.t.     |
| 10   | Danilo Barozzi       | Atala-Pirelli    | s.t.     |